# Harrbäckstjärnen, Ångermanland
Harrbäckstjärnen är en sjö i Sollefteå kommun i Ångermanland och ingår i Ångermanälvens huvudavrinningsområde. Sjön har en area på 0,0951 kvadratkilometer och ligger 269,2 meter över havet. Sjön avvattnas av vattendraget Äxingsån.

## Delavrinningsområde
Harrbäckstjärnen ingår i det delavrinningsområde (706276-151024) som SMHI kallar för Inloppet i Äxingen. Medelhöjden är 309 meter över havet och ytan är 12,4 kvadratkilometer. Det finns inga avrinningsområden uppströms utan avrinningsområdet är högsta punkten. Äxingsån som avvattnar avrinningsområdet har biflödesordning 4, vilket innebär att vattnet flödar genom totalt 4 vattendrag innan det når havet efter 156 kilometer. Avrinningsområdet består mestadels av skog (80 procent). Avrinningsområdet har 0,1 kvadratkilometer vattenytor vilket ger det en sjöprocent på 0,8 procent.